# Halde Rungenberg

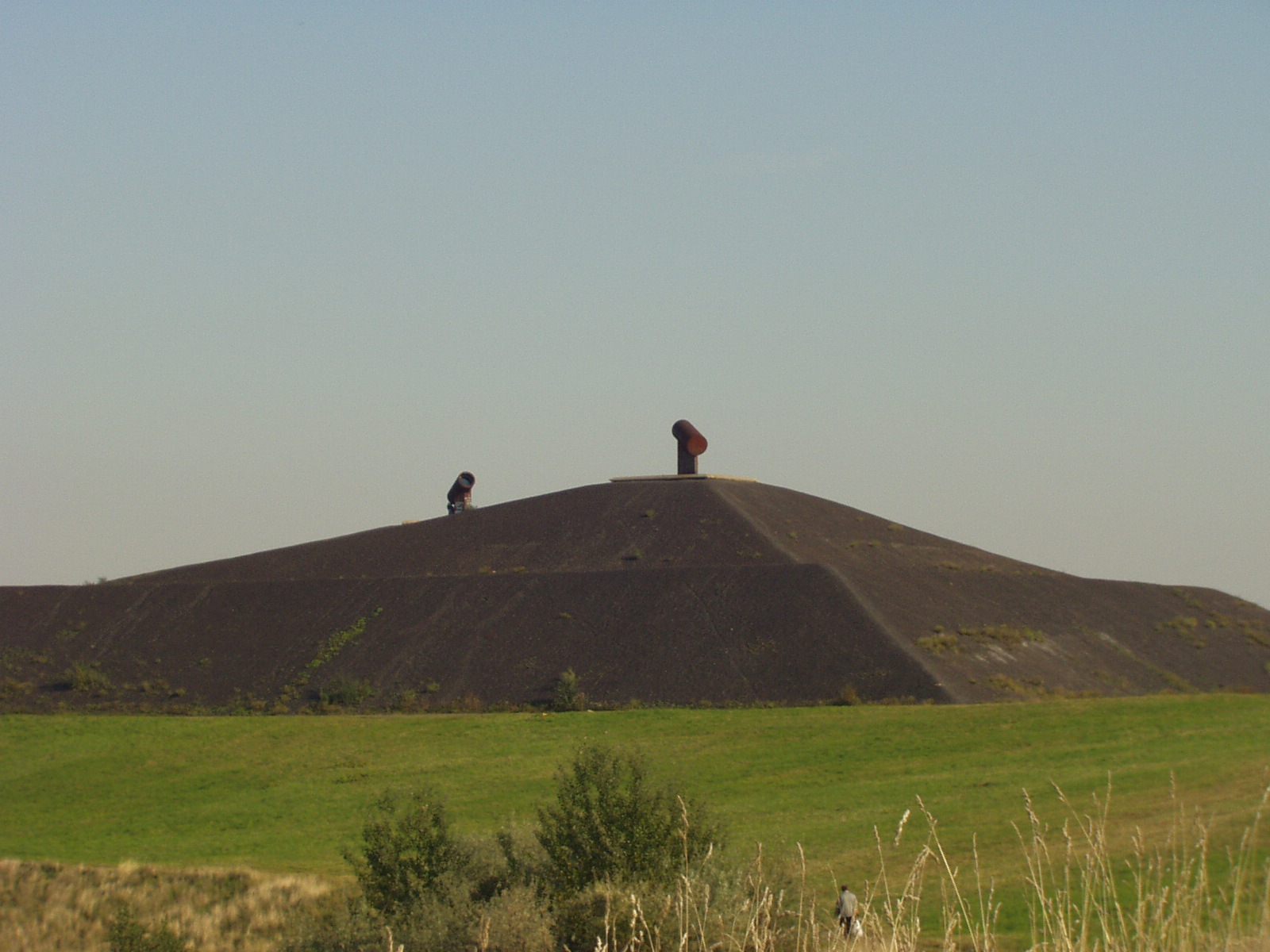
Halde Rungenberg

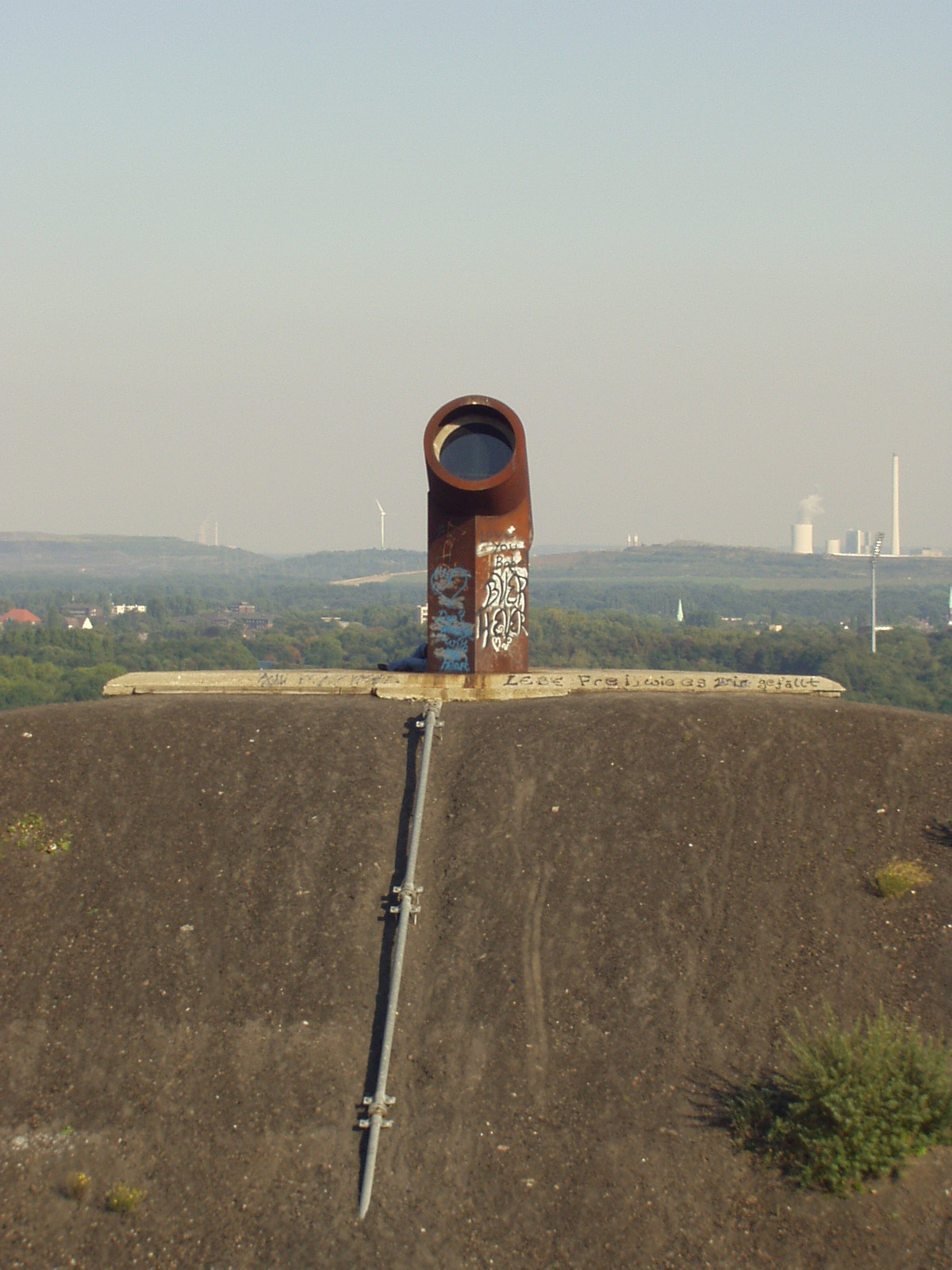
Blick vom Plateau des westlichen Strahlers auf den östlichen Strahler. Im Hintergrund ist die Windkraftanlage der Halde Hoppenbruch zu sehen.

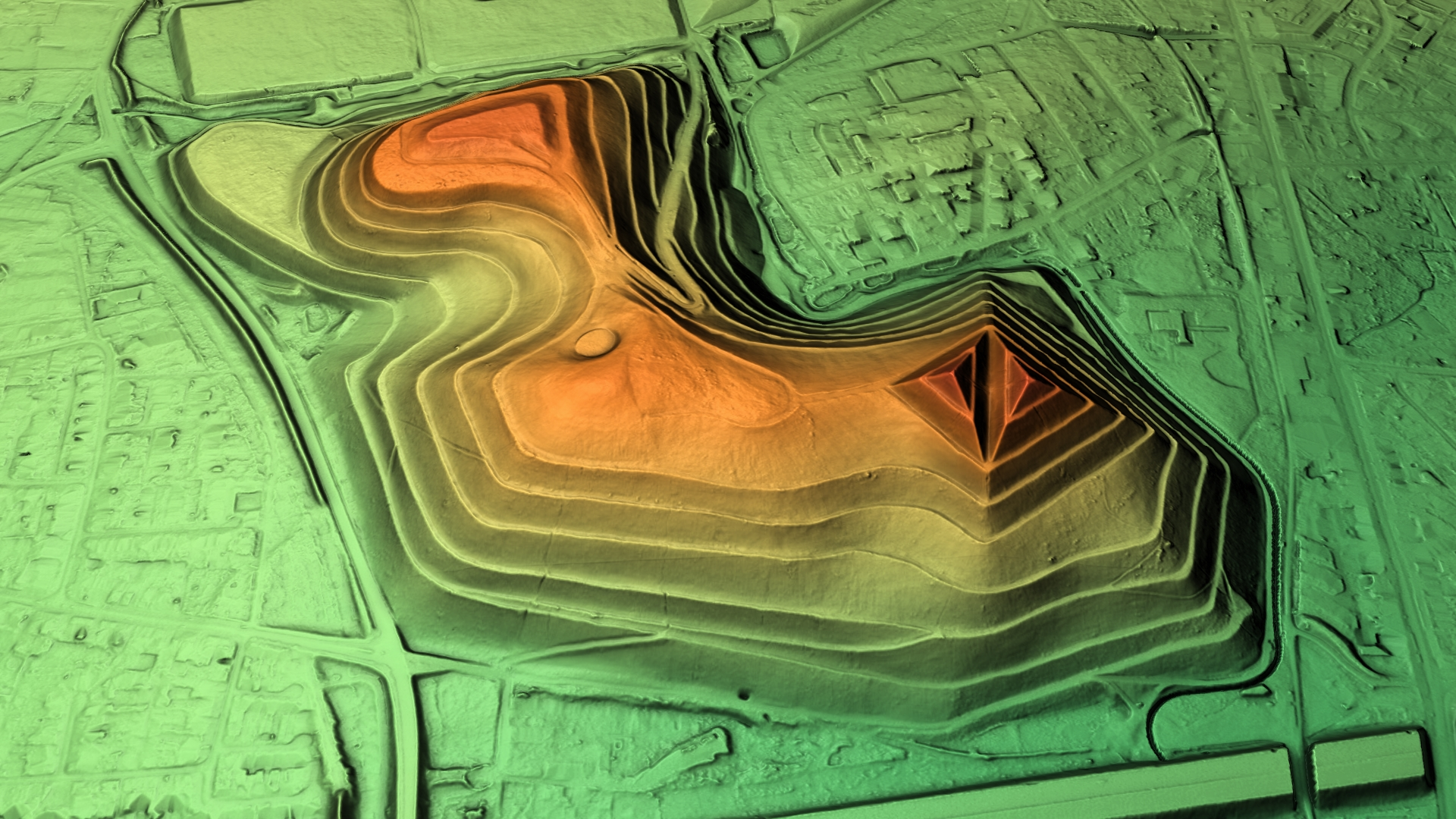
3D-Ansicht des digitalen Geländemodells

Die Halde Rungenberg ist eine rund 115,3 m ü. NN hohe Zechenhalde in Gelsenkirchen. Sie entstand durch Abbau in der Zeche Hugo. Die Abraumhalde zählt zu den brennenden Halden, ist größtenteils wieder begrünt, teilweise bewaldet und lädt zum Spazieren ein. Seit Anfang 2021 befindet sie sich im Besitz des Regionalverbandes Ruhr.
Wie bei vielen anderen Halden im Ruhrgebiet auch wurde ein Teil der Halde Rungenberg als Landmarke ausgelegt: von der Siedlung Schüngelberg aus führt eine ungefähr 300 Stufen zählende Treppe hinauf zu einer Schuttpyramide, die in der Mitte durch ein Tal durchschnitten wird.
Nachts ergänzen die Strahlen zweier rostiger Scheinwerfer die zerschnittene Pyramide optisch zu einer ganzen Pyramide. Die dicken, verrosteten Stahlröhren, die wie überdimensionale Fernrohre Richtung Himmel gerichtet sind, bilden die Lichtinstallation „Nachtzeichen“ von Hermann EsRichter aus Oberhausen und Klaus Noculak aus Berlin, die 1992 den Wettbewerb zur künstlerischen Gestaltung der Halde gewannen.
Von ihnen stammt auch das „Schienenplateau“, ein Bodenrelief in der Senke auf der Halde in der Achsverlängerung der beiden Scheinwerferstandorte. Mit 5.500 Meter Eisenbahnschienen wurde eine elliptische Fläche von 33 mal 41 Metern dicht an dicht ausgelegt.
Am besten lässt sich der Landmarkenteil der Halde Rungenberg über die Holthauser Straße in Gelsenkirchen erreichen. Die Halde Rungenberg ist Teil der Route der Industriekultur.